# Алфредо да Коста
Алфредо "Бриљанте" да Коста, најпознатији као Бриљанте (5. новембра 1904. — 8. јуна 1980), био је бразилски фудбалски централни дефанзивац. Рођен је у Рио де Жанеиру.
Током каријере (1924 – 1933) играо је у Бангуу и у Васко да Гами. Освојио је државно првенство у Рио де Жанеиру 1924. и 1929. године. За репрезентацију Бразила учествовао је на Светском купу 1930., играјући један меч против Југославије. Умро је у 75 години.

## Трофеји

### Клуб
- Кампеонато Кариока (2):

Васко да Гама: 1924., 1929